# Copa Simón Bolívar 1972
La Copa Simón Bolívar 1972 fue la tercera edición de este torneo se jugó en 1973 debido a problemas entre la Federación Venezolana de Fútbol y el Instituto Nacional de Deportes, lo que provocó la desafiliación de Venezuela de la FIFA. Millonarios de Bogotá (Colombia) derrotó al Deportivo Portugués (Venezuela) en una serie de dos juegos. Irónicamente, las finales de 1971 y 1972 se disputaron en 1973, pero la edición de 1973 no se disputó. 
La única experiencia internacional del cuadro portugués fue la Copa Libertadores de 1968, cuando se convirtió en el primer equipo venezolano que supera la primera fase de ese torneo; llegó 10° entre 20 clubes. Los lusitanos acudieron a la Copa Simón Bolívar debido a que ganaron la Copa Valencia (es decir, Copa Venezuela) en 1972, que sirvió para limpiar su imagen tras ocupar el último lugar en el torneo venezolano de ese mismo año.

## Equipos participantes
| País             | Equipo              | Vía de clasificación               |
| ---------------- | ------------------- | ---------------------------------- |
| Colombia 1 cupo  | Millonarios         | Campeón Colombiano 1972            |
| Venezuela 1 cupo | Deportivo Portugués | Campeón de la Copa Venezuela 1972. |

## Partidos
| Fecha                    | Lugar   | Local               | Resultado | Visitante           |
| ------------------------ | ------- | ------------------- | --------- | ------------------- |
| 12 de septiembre de 1973 | Caracas | Deportivo Portugués | 2–0       | Los Millonarios     |
| 22 de noviembre de 1973  | Bogotá  | Los Millonarios     | 3–0       | Deportivo Portugués |

| Bandera de Colombia       |
| Campeón                   |
| Los Millonarios 1° título |